# الأهلية (شهادة)
الأهلية هي أول الشهادات التي كان يمنحها جامع الزيتونة، بعد دراسة تدوم أربع سنوات. وقد أحدثت هذه الشهادة طبقا للأمر العلي المؤرخ في 30 مارس 1933. وكانت امتحاناتها تتم في الفروع الزيتونية داخل البلاد، وفي العاصمة، وتعلن نتائجها على أعمدة الصحف الوطنية.

## امتيازاتها
طالب الطلبة الزيتونيون في الثلاثينات من القرن العشرين بإعفاء الحاصلين عليها من الخدمة العسكرية، من خلال مطالبتهم سنة 1934-1935 مثلا ب:«إعطاء الشهادة الأهلية جميع الامتيازات التي تميز بها سائر الشهادات الابتدائية لدى الحكومة».